# Samostan Sigurata u Dubrovniku
Sigurata je pučki naziv za crkvu i samostan Preobraženja Kristova na Prijekomu u Dubrovniku, ulica Od Sierurate 13. Naziv se razvio od latinskog imena ove crkve Transfi gruratio Domini (Preobraženje Kristovo), od kojeg su se u dugogodišnjoj uporabi u izgovoru ispuštanjem nekih glasova - tranSfIGURATio - razvili nazivi Sigrurat, Sikurat, Sigrurata, Sikurata. U pisanim ispravama prvi put se spominje 1. travnja 1281. godine. Sagrađena je na uzvišenom mjestu s kojega se pruža pogled na cijeli grad. Crkva Preobraženja Kristova pripada predromaničkom južnodalmatinskom tipu jednobrodnih crkava s pravokutnom apsidom, pojasnicama i kupolicom koja je izvana kvadratična i neožbukana. Crkva je danas trobrodna, a dva su joj bočna broda, sudeći prema profilaciji portala i prozora pridodana krajem 17. stoljeća, možda neposredno nakon potresa 1667. godine. U ovoj je crkvi bilo sjedište bratovštine kovača i kotlara već u 14. stoljeću, a najvjerojatnije i od samog njenog početka. Najstariji grob te bratovštine u ovoj crkvi (sada ispred crkve) je iz 1423. godine, a najmlađa su dva groba iz 1808. (sada također ispred crkve). U ovoj je crkvi neko vrijeme bilo sjedište i bratovštine češljara vune, koje je zaštitnik sv. Vlaho, na što podsjeća nadgrobna ploča s natpisom: "S. DE FRATERNITA DE PETENATORI", sada ispred crkve, te mala slika sv. Vlaha uljem na platnu, sada u zbirci. U južnom se brodu crkve nalazi oltarić pučki zvan "Oltar Bambina" tako nazvan po kipu Djeteta Isusa, koji je Anica Bošković, sestra Ruđerova, ostavila svojoj sestri dominikanki u samostanu sv. Katarine, a ova ga oporučno ostavila Sigurati. Prema predaji u ovoj se crkvi čuvao kamen s uklesanim natpisom o boravku sv. Franje u Dubrovniku koji je navodno odsjeo u jednom "stranjcu" kraj crkve sv. Margarite, na mjestu gdje je sada klasična gimnazija. Taj je kamen bio prenesen u Siguratu te kasnije ugrađen u pločnik ispred crkve.
Samostan je 1900. godine temeljito popravljen i tom mu je prilikom dograđen još jedan kat nad obje zgrade. Veliku obnovu samostan je doživio 1932. godine kada su mu nadograđena još tri kata nad obje zgrade. Crkva je od oštećenja nastalih tijekom Domovinskog rata obnovljena i restaurirana 1995. godine.

## Zbirka
Unutar samostana nalazi se zbirka umjetnina.
- predmeti svakodnevne upotrebe, stvari i alati kojima su se koristile trećoredice sv. Franje koje se prvi put spominju 1. travnja 1284. godine
- dva tkalačka stana iz 18. stoljeća
- improvizirano ognjište
- slika sv. Vlaha iz 19. stoljeća
- češljara vune
- greben[ako je alat, navesti to u poveznici]
- vaga ručne izrade iz 18. stoljeća
- liturgijski predmeti
- slike (15. – 19. stoljeće)